# Giuseppe L'Abbate
Giuseppe L'Abbate, né le 13 mars 1985 à Castellana Grotte, est un homme politique italien, membre de la coalition Engagement civique.

## Biographie
En 2013, il est élu député de la circonscription Pouilles pour le Mouvement 5 étoiles.